# Schule der Schönen Künste Warschau

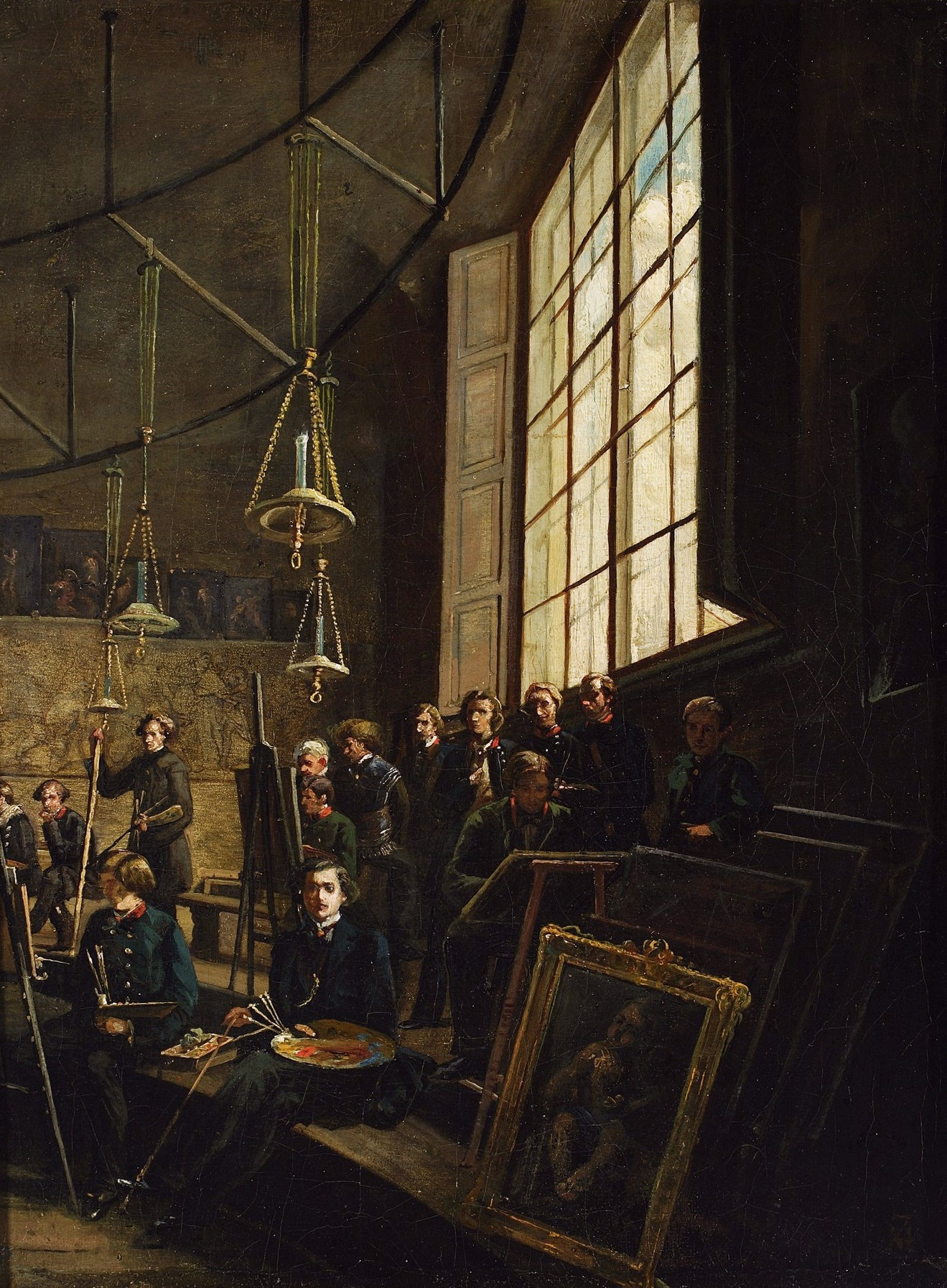
Schule der Schönen Künste
Bild von Marcin Zaleski, um 1858

Die Schule der Schönen Künste (poln. Szkoła Sztuk Pięknych w Warszawie) war eine Hochschule, die 1844 in Warschau gegründet und an das Warschauer Realgymnasium angeschlossen wurde. Sie besaß drei Fakultäten: Architektur, Skulptur und Malerei. Ihr Vorgänger war die Fakultät der Schönen Künste 1816–1831 an der Warschauer Universität.
Nach der Schulreform des Zaren Nikolaus I. 1851 wurde ihr Bildungsprogramm auf die streng fachlichen Unterrichtsgegenstände begrenzt. Als die Studenten an den patriotischen Kundgebungen um 1860 und am Januaraufstand 1863 teilnahmen, wurde die Schule 1864 geschlossen. Sie wurde ein Jahr später, 1865 durch die Warschauer Zeichnungsklasse ersetzt.
Die Schule der Schönen Künste wurde erst 1904 wiedereröffnet und 1932 in die Akademie der Bildenden Künste Warschau umgestaltet.